# Tour de France 1968
Le Tour de France 1968 est la 55e édition du Tour de France, course cycliste qui s'est déroulée du 27 juin au 21 juillet 1968 sur 22 étapes pour 4 492 km. L'épreuve est remportée le dernier jour de course (un contre-la-montre de 55 km entre Melun et Paris) par le Néerlandais Jan Janssen qui devance au classement général le Belge Herman Van Springel.

## Généralités
- Ce Tour de France est la dernière édition sous la formule d'équipes nationales.
- Il est marqué par la grève des reporters sur la route de Bayonne, très critiques à l'égard du tracé monotone, après que Félix Lévitan, le patron de l'épreuve, les eut accusés sur RTL d'avoir « les yeux usés »[3].
- Les contrôles antidopage sont quasi quotidiens. Jean Stablinski sera contrôlé positif, peut-être par rétorsion de son soutien envers la grève des journalistes[3],[4].
- Les premiers commissaires à moto font leur apparition.
- Raymond Poulidor, favori avec l'absence d'Eddy Merckx, de Jacques Anquetil et de Felice Gimondi, abandonne à la 17e étape après avoir été violemment heurté, deux jours plus tôt, par un motard (pilote de la moto information) qui fait un écart chaloupé. Il est sérieusement blessé à la tête (double fracture de l'os frontal) et a des blessures profondes au genou gauche et au coude droit[5].
- Lors de l'avant-dernière étape, André Poppe (Belgique A) prend part à une échappée au long cours, qui lui permet d'être leader virtuel de la course, au grand dam de Félix Lévitan, président de la FICP et patron de la compétition. Menaçant de supprimer toutes les primes, il enjoint au peloton de rouler sur les fugueurs et d'empêcher un coureur anonyme de s'emparer du maillot jaune à la veille de l'arrivée, ce qui fut fait[6],[7].
- Jan Janssen est le premier Néerlandais à gagner le Tour.
- Le vainqueur n'a été maillot jaune à aucun moment. Ce cas s'était déjà produit en 1947 avec la victoire de Jean Robic et ne s'est pas renouvelé depuis.

## Étapes
| Étape,        | Date        | Villes étapes                                   |                              | Distance (km)         | Vainqueur d’étape       | Leader du classement général |
| ------------- | ----------- | ----------------------------------------------- | ---------------------------- | --------------------- | ----------------------- | ---------------------------- |
| Prologue      | 27 juin     | Vittel – Vittel                                 | Contre-la-montre individuel  | 6                     | Charly Grosskost        | Charly Grosskost             |
| 1re étape     | 28 juin     | Vittel – Esch-sur-Alzette (LUX)                 | Étape de plaine              | 169                   | Charly Grosskost        | Charly Grosskost             |
| 2e étape      | 29 juin     | Arlon (BEL) – Forest (BEL)                      | Étape de plaine              | 210,5                 | Eric De Vlaeminck       | Charly Grosskost             |
| 3e étape (a)  | 30 juin     | Forest (BEL) – Forest (BEL)                     | Contre-la-montre par équipes | 22                    | Belgique A              | Herman Van Springel          |
| 3e étape (b)  | 30 juin     | Forest (BEL) – Roubaix                          | Étape de plaine              | 112                   | Walter Godefroot        | Herman Van Springel          |
| 4e étape      | 1er juillet | Roubaix – Rouen                                 | Étape de plaine              | 238                   | Georges Chappe          | Jean-Pierre Genet            |
| 5e étape (a)  | 2 juillet   | Rouen – Bagnoles-de-l'Orne                      | Étape de plaine              | 165                   | André Desvages          | Georges Vandenberghe         |
| 5e étape (b)  | 2 juillet   | Bagnoles-de-l'Orne – Dinard                     | Étape de plaine              | 154,5                 | Jean Dumont             | Georges Vandenberghe         |
| 6e étape      | 3 juillet   | Dinard – Lorient                                | Étape de plaine              | 188                   | Aurelio González Puente | Georges Vandenberghe         |
| 7e étape      | 4 juillet   | Lorient – Nantes                                | Étape de plaine              | 190                   | Franco Bitossi          | Georges Vandenberghe         |
| 8e étape      | 5 juillet   | Nantes – Royan                                  | Étape de plaine              | 223                   | Daniel Van Ryckeghem    | Georges Vandenberghe         |
|               | 6 juillet   | Royan                                           | Jour de repos                | Journée de repos no 1 | Journée de repos no 1   | Journée de repos no 1        |
| 9e étape      | 7 juillet   | Royan – Bordeaux                                | Étape de plaine              | 137,5                 | Walter Godefroot        | Georges Vandenberghe         |
| 10e étape     | 8 juillet   | Bordeaux – Bayonne                              | Étape de plaine              | 202,5                 | Gilbert Bellone         | Georges Vandenberghe         |
| 11e étape     | 9 juillet   | Bayonne – Pau                                   | Étape de plaine              | 183,5                 | Daniel Van Ryckeghem    | Georges Vandenberghe         |
| 12e étape     | 10 juillet  | Pau – Saint-Gaudens                             | Étape de montagne            | 226,5                 | Georges Pintens         | Georges Vandenberghe         |
| 13e étape     | 11 juillet  | Saint-Gaudens – La Seu d'Urgell (ESP)           | Étape de montagne            | 208,5                 | Herman Van Springel     | Georges Vandenberghe         |
| 14e étape     | 12 juillet  | La Seu d'Urgell (ESP) – Perpignan - Canet-Plage | Étape de montagne            | 231,5                 | Jan Janssen             | Georges Vandenberghe         |
|               | 13 juillet  | Font-Romeu-Odeillo-Via                          | Jour de repos                | Journée de repos no 2 | Journée de repos no 2   | Journée de repos no 2        |
| 15e étape     | 14 juillet  | Font-Romeu – Albi                               | Étape de plaine              | 250,5                 | Roger Pingeon           | Georges Vandenberghe         |
| 16e étape     | 15 juillet  | Albi – Aurillac                                 | Étape de plaine              | 199                   | Franco Bitossi          | Rolf Wolfshohl               |
| 17e étape     | 16 juillet  | Aurillac – Saint-Étienne                        | Étape de montagne            | 236,5                 | Jean-Pierre Genet       | Rolf Wolfshohl               |
| 18e étape     | 17 juillet  | Saint-Étienne – Grenoble                        | Étape de montagne            | 235                   | Roger Pingeon           | Gregorio San Miguel          |
| 19e étape     | 18 juillet  | Grenoble – Sallanches - Cordon                  | Étape de montagne            | 200                   | Barry Hoban             | Herman Van Springel          |
| 20e étape     | 19 juillet  | Sallanches – Besançon                           | Étape de montagne            | 242,5                 | Jos Huysmans            | Herman Van Springel          |
| 21e étape     | 20 juillet  | Besançon – Auxerre                              | Étape de plaine              | 242                   | Eric Leman              | Herman Van Springel          |
| 22e étape (a) | 21 juillet  | Auxerre – Melun                                 | Étape de plaine              | 136                   | Maurice Izier           | Herman Van Springel          |
| 22e étape (b) | 21 juillet  | Melun – Paris - Vélodrome de la Cipale          | Contre-la-montre individuel  | 55                    | Jan Janssen             | Jan Janssen                  |

## Classements

### Classement général final
| Classement général | Classement général      | Classement général   | Classement général | Classement général   |
|                    | Coureur                 | Pays                 | Équipe             | Temps                |
| ------------------ | ----------------------- | -------------------- | ------------------ | -------------------- |
| 1er                | Jan Janssen             | Pays-Bas             | Pays-Bas           | en 133 h 49 min 42 s |
| 2e                 | Herman Van Springel     | Belgique             | Belgique A         | + 38 s               |
| 3e                 | Ferdinand Bracke        | Belgique             | Belgique B         | + 3 min 3 s          |
| 4e                 | Gregorio San Miguel     | Espagne              | Espagne            | + 3 min 17 s         |
| 5e                 | Roger Pingeon           | France               | France A           | + 3 min 29 s         |
| 6e                 | Rolf Wolfshohl          | Allemagne de l'Ouest | Allemagne          | + 3 min 46 s         |
| 7e                 | Lucien Aimar            | France               | France B           | + 4 min 44 s         |
| 8e                 | Franco Bitossi          | Italie               | Italie             | + 4 min 59 s         |
| 9e                 | Andrés Gandarias        | Espagne              | Espagne            | + 5 min 5 s          |
| 10e                | Ugo Colombo             | Italie               | Italie             | + 7 min 55 s         |
| 11e                | Antonio Gómez del Moral | Espagne              | Espagne            | + 8 min 11 s         |
| 12e                | Georges Pintens         | Belgique             | Belgique A         | + 10 min 26 s        |
| 13e                | Aurelio González Puente | Espagne              | Espagne            | + 10 min 42 s        |
| 14e                | André Poppe             | Belgique             | Belgique A         | + 12 min 31 s        |
| 15e                | Silvano Schiavon        | Italie               | Italie             | + 14 min 9 s         |
| 16e                | Antoon Houbrechts       | Belgique             | Belgique B         | + 17 min 23 s        |
| 17e                | Charly Grosskost        | France               | France B           | + 17 min 26 s        |
| 18e                | Georges Vandenberghe    | Belgique             | Belgique B         | + 18 min 2 s         |
| 19e                | Flaviano Vicentini      | Italie               | Italie             | + 18 min 19 s        |
| 20e                | Walter Godefroot        | Belgique             | Belgique B         | + 18 min 28 s        |
| 21e                | Jean Dumont             | France               | France C           | + 20 min 8 s         |
| 22e                | André Bayssière         | France               | France C           | + 21 min 30 s        |
| 23e                | Vicente López Carril    | Espagne              | Espagne            | + 21 min 38 s        |
| 24e                | Adriano Passuello       | Italie               | Italie             | + 22 min 1 s         |
| 25e                | Carlo Chiappano         | Italie               | Italie             | + 23 min 42 s        |
| modifier           |                         |                      |                    |                      |

### Classements annexes finals
| Classement par points, | Classement par points, | Classement par points, | Classement par points, | Classement par points, |
| ---------------------- | ---------------------- | ---------------------- | ---------------------- | ---------------------- |
|                        | Coureur                | Pays                   | Équipe                 | Point(s)               |
| 1er                    | Franco Bitossi         | Italie                 | Italie                 | 241 points             |
| 2e                     | Walter Godefroot       | Belgique               | Belgique B             | 219 pts                |
| 3e                     | Jan Janssen            | Pays-Bas               | Pays-Bas               | 200 pts                |
| 4e                     | Daniel Van Rijckeghem  | Belgique               | Belgique A             | 167 pts                |
| 5e                     | Georges Vandenberghe   | Belgique               | Belgique B             | 155 pts                |
| 6e                     | Herman Van Springel    | Belgique               | Belgique A             | 119 pts                |
| 7e                     | Barry Hoban            | Royaume-Uni            | Grande-Bretagne        | 113 pts                |
| 8e                     | Georges Pintens        | Belgique               | Belgique A             | 95 pts                 |
| 9e                     | Michael Wright         | Royaume-Uni            | Grande-Bretagne        | 92 pts                 |
| 10e                    | Rolf Wolfshohl         | Allemagne de l'Ouest   | Allemagne              | 89 pts                 |
| modifier               |                        |                        |                        |                        |

| Classement du Prix du meilleur grimpeur, | Classement du Prix du meilleur grimpeur, | Classement du Prix du meilleur grimpeur, | Classement du Prix du meilleur grimpeur, | Classement du Prix du meilleur grimpeur, |
| ---------------------------------------- | ---------------------------------------- | ---------------------------------------- | ---------------------------------------- | ---------------------------------------- |
|                                          | Coureur                                  | Pays                                     | Équipe                                   | Point(s)                                 |
| 1er                                      | Aurelio González Puente                  | Espagne                                  | Espagne                                  | 96 points                                |
| 2e                                       | Franco Bitossi                           | Italie                                   | Italie                                   | 84 pts                                   |
| 3e                                       | Julio Jiménez                            | Espagne                                  | Espagne                                  | 72 pts                                   |
| 4e                                       | Roger Pingeon                            | France                                   | France A                                 | 65 pts                                   |
| 5e                                       | Andrés Gandarias                         | Espagne                                  | Espagne                                  | 57 pts                                   |
| 6e                                       | Barry Hoban                              | Royaume-Uni                              | Grande-Bretagne                          | 50 pts                                   |
| 7e                                       | Gregorio San Miguel                      | Espagne                                  | Espagne                                  | 30 pts                                   |
| 8e                                       | Jean-Pierre Ducasse                      | France                                   | France B                                 | 28 pts                                   |
| 9e                                       | Arie den Hartog                          | Pays-Bas                                 | Pays-Bas                                 | 26 pts                                   |
| 10e                                      | Silvano Schiavon                         | Italie                                   | Italie                                   | 25 pts                                   |
| modifier                                 |                                          |                                          |                                          |                                          |

| Classement par équipes | Classement par équipes | Classement par équipes | Classement par équipes |
|                        | Équipe                 | Pays                   | Temps                  |
| ---------------------- | ---------------------- | ---------------------- | ---------------------- |
| 1re                    | Espagne                | Espagne                | en 403 h 47 min 51 s   |
| 2e                     | Belgique A             | Belgique               | + 12 min 12 s          |
| 3e                     | France B               | France                 | + 21 min 45 s          |
| 4e                     | Italie                 | Italie                 | + 25 min 1 s           |
| 5e                     | Belgique B             | Belgique               | + 25 min 16 s          |
| 6e                     | France A               | France                 | + 44 min 27 s          |
| 7e                     | France C               | France                 | + 46 min 39 s          |
| 8e                     | Pays-Bas               | Pays-Bas               | + 49 min 11 s          |
| 9e                     | Allemagne              | Allemagne de l'Ouest   | + 49 min 11 s          |
| 10e                    | Grande-Bretagne        | Royaume-Uni            | + 1 h 53 min 52 s      |
| modifier               |                        |                        |                        |

| Classement de la combativité | Classement de la combativité | Classement de la combativité | Classement de la combativité | Classement de la combativité |
| ---------------------------- | ---------------------------- | ---------------------------- | ---------------------------- | ---------------------------- |
|                              | Coureur                      | Pays                         | Équipe                       | Point(s)                     |
| 1er                          | Roger Pingeon                | France                       | France A                     | 307 points                   |
| 2e                           | Aurelio González Puente      | Espagne                      | Espagne                      | 243 pts                      |
| 3e                           | Jean Dumont                  | France                       | France C                     | 219 pts                      |
| 4e                           | Barry Hoban                  | Royaume-Uni                  | Grande-Bretagne              | 215 pts                      |
| 5e                           | Rolf Wolfshohl               | Allemagne de l'Ouest         | Allemagne                    | 168 pts                      |
| modifier                     |                              |                              |                              |                              |

| Classement combiné | Classement combiné  | Classement combiné | Classement combiné | Classement combiné |
| ------------------ | ------------------- | ------------------ | ------------------ | ------------------ |
|                    | Coureur             | Pays               | Équipe             | Point(s)           |
| 1er                | Franco Bitossi      | Italie             | Italie             | 11 points          |
| 2e                 | Jan Janssen         | Pays-Bas           | Pays-Bas           | 18.5 pts           |
| 3e                 | Roger Pingeon       | France             | France A           | 20 pts             |
| 4e                 | Herman Van Springel | Belgique           | Belgique A         | 20.5 pts           |
| 5e                 | Gregorio San Miguel | Espagne            | Espagne            | 26 pts             |
| modifier           |                     |                    |                    |                    |

| Classement des points chauds | Classement des points chauds | Classement des points chauds | Classement des points chauds | Classement des points chauds |
| ---------------------------- | ---------------------------- | ---------------------------- | ---------------------------- | ---------------------------- |
|                              | Coureur                      | Pays                         | Équipe                       | Point(s)                     |
| 1er                          | Georges Vandenberghe         | Belgique                     | Belgique B                   | 59 points                    |
| 2e                           | Michael Wright               | Royaume-Uni                  | Grande-Bretagne              | 45 pts                       |
| 3e                           | Barry Hoban                  | Royaume-Uni                  | Grande-Bretagne              | 43 pts                       |
| 4e                           | Eric Leman                   | Belgique                     | Belgique B                   | 27 pts                       |
| 5e                           | Serge Bolley                 | France                       | France B                     | 20 pts                       |
| modifier                     |                              |                              |                              |                              |

### Évolution des classements
| Étape              | Vainqueur               | Classement général   | Classement par points | Classement de la montagne | Classement du combiné | Classement des points chauds | Classement par équipes | Classement de la combativité | Classement de la combativité |
| Étape              | Vainqueur               | Classement général   | Classement par points | Classement de la montagne | Classement du combiné | Classement des points chauds | Classement par équipes | Étape                        | Leader                       |
| ------------------ | ----------------------- | -------------------- | --------------------- | ------------------------- | --------------------- | ---------------------------- | ---------------------- | ---------------------------- | ---------------------------- |
| 1a                 | Charly Grosskost        | Charly Grosskost     | Charly Grosskost      | Non décerné               | Non décerné           | Non décerné                  | France B               | Charly Grosskost             | Charly Grosskost             |
| 1b                 | Charly Grosskost        | Charly Grosskost     | Charly Grosskost      | Eric Leman                | Italo Zilioli         | Michael Wright               | France A               | Charly Grosskost             | Charly Grosskost             |
| 2                  | Eric De Vlaeminck       | Charly Grosskost     | Charly Grosskost      | Eric Leman                | Eric De Vlaeminck     | Michael Wright               | France A               | Herman Van Springel          | Herman Van Springel          |
| 3a                 | Belgique A              | Herman Van Springel  | Charly Grosskost      | Eric Leman                | Eric De Vlaeminck     | Michael Wright               | Belgique A             | Belgique                     | Herman Van Springel          |
| 3b                 | Walter Godefroot        | Herman Van Springel  | Charly Grosskost      | Eric Leman et Barry Hoban | Eric De Vlaeminck     | Jean-Marie Leblanc           | Belgique A             | Barry Hoban                  | Herman Van Springel          |
| 4                  | Georges Chappe          | Jean-Pierre Genet    | Charly Grosskost      | Eric Leman et Barry Hoban | Eric De Vlaeminck     | Michael Wright               | France A               | Jean Stablinski              | Herman Van Springel          |
| 5a                 | André Desvages          | Georges Vandenberghe | Walter Godefroot      | Eric Leman et Barry Hoban | Georges Vandenberghe  | Georges Vandenberghe         | France A               | André Desvages               | Herman Van Springel          |
| 5b                 | Jean Dumont             | Georges Vandenberghe | Georges Vandenberghe  | Franco Bitossi            | Georges Vandenberghe  | Georges Vandenberghe         | France A               | André Desvages               | Herman Van Springel          |
| 6                  | Aurelio González Puente | Georges Vandenberghe | Georges Vandenberghe  | Franco Bitossi            | Georges Vandenberghe  | Michael Wright               | France A               | Paul Lemeteyer               | Herman Van Springel          |
| 7                  | Franco Bitossi          | Georges Vandenberghe | Franco Bitossi        | Franco Bitossi            | Georges Vandenberghe  | Georges Vandenberghe         | France A               | Roland Smaniotto             | Herman Van Springel          |
| 8                  | Daniel Van Ryckeghem    | Georges Vandenberghe | Franco Bitossi        | Franco Bitossi            | Georges Vandenberghe  | Georges Vandenberghe         | France A               | Edy Schutz                   | Herman Van Springel          |
| 9                  | Walter Godefroot        | Georges Vandenberghe | Walter Godefroot      | Franco Bitossi            | Georges Vandenberghe  | Georges Vandenberghe         | France A               | Jean-Marie Leblanc           | Herman Van Springel          |
| 10                 | Gilbert Bellone         | Georges Vandenberghe | Franco Bitossi        | Franco Bitossi            | Georges Vandenberghe  | Georges Vandenberghe         | France A               | Arthur Metcalfe              | Roland Smaniotto             |
| 11                 | Daniel Van Ryckeghem    | Georges Vandenberghe | Walter Godefroot      | Franco Bitossi            | Georges Vandenberghe  | Georges Vandenberghe         | France A               | Vicente López Carril         | Roland Smaniotto             |
| 12                 | Georges Pintens         | Georges Vandenberghe | Walter Godefroot      | Andrés Gandarias          | Georges Vandenberghe  | Georges Vandenberghe         | Espagne                | Jean-Pierre Ducasse          | Jean-Pierre Ducasse          |
| 13                 | Herman Van Springel     | Georges Vandenberghe | Walter Godefroot      | Aurelio González Puente   | Franco Bitossi        | Georges Vandenberghe         | Espagne                | Aurelio González Puente      | Jean-Pierre Ducasse          |
| 14                 | Jan Janssen             | Georges Vandenberghe | Walter Godefroot      | Aurelio González Puente   | Georges Vandenberghe  | Georges Vandenberghe         | Espagne                | Jean Dumont                  | Jean-Pierre Ducasse          |
| 15                 | Roger Pingeon           | Georges Vandenberghe | Walter Godefroot      | Aurelio González Puente   | Georges Vandenberghe  | Georges Vandenberghe         | Espagne                | Roger Pingeon                | Roger Pingeon                |
| 16                 | Franco Bitossi          | Rolf Wolfshohl       | Walter Godefroot      | Franco Bitossi            | Franco Bitossi        | Georges Vandenberghe         | Espagne                | Rolf Wolfshohl               | Rolf Wolfshohl               |
| 17                 | Jean-Pierre Genet       | Rolf Wolfshohl       | Walter Godefroot      | Aurelio González Puente   | Franco Bitossi        | Georges Vandenberghe         | Espagne                | Willy Spuhler                | Rolf Wolfshohl               |
| 18                 | Roger Pingeon           | Gregorio San Miguel  | Walter Godefroot      | Aurelio González Puente   | Franco Bitossi        | Georges Vandenberghe         | Espagne                | Roger Pingeon                | Roger Pingeon                |
| 19                 | Barry Hoban             | Herman Van Springel  | Franco Bitossi        | Aurelio González Puente   | Franco Bitossi        | Georges Vandenberghe         | Espagne                | Barry Hoban                  | Roger Pingeon                |
| 20                 | Jos Huysmans            | Herman Van Springel  | Franco Bitossi        | Aurelio González Puente   | Franco Bitossi        | Georges Vandenberghe         | Espagne                | Aurelio González Puente      | Roger Pingeon                |
| 21                 | Eric Leman              | Herman Van Springel  | Franco Bitossi        | Aurelio González Puente   | Franco Bitossi        | Georges Vandenberghe         | Espagne                | Jean Dumont                  | Roger Pingeon                |
| 22a                | Maurice Izier           | Herman Van Springel  | Franco Bitossi        | Aurelio González Puente   | Franco Bitossi        | Georges Vandenberghe         | Espagne                | Maurice Izier                | Roger Pingeon                |
| 22b                | Jan Janssen             | Jan Janssen          | Franco Bitossi        | Aurelio González Puente   | Franco Bitossi        | Georges Vandenberghe         | Espagne                | Maurice Izier                | Roger Pingeon                |
| Classements finals | Classements finals      | Jan Janssen          | Franco Bitossi        | Aurelio González Puente   | Franco Bitossi        | Georges Vandenberghe         | Espagne                | Roger Pingeon                | Roger Pingeon                |

## Liste des participants
La liste ci-dessous présente les coureurs inscrits par numéro de dossard.
| Légende | Légende                                                                    | Légende | Légende                                                    |
| ------- | -------------------------------------------------------------------------- | ------- | ---------------------------------------------------------- |
| Num     | Dossard de départ porté par le coureur sur ce Tour                         | Pos     | Position à l'arrivée de la course                          |
|         | Indique un maillot de champion national ou mondial, suivi de sa spécialité | NP      | Indique un coureur qui n'a pas pris le départ de la course |
| AB      | Indique un coureur qui n'a pas terminé la course                           | HD      | Indique un coureur qui a terminé la course hors des délais |

| France A                         | France A                | France A |
| -------------------------------- | ----------------------- | -------- |
| Num                              | Coureur                 | Pos      |
| 1                                | Roger Pingeon (FRA)     | 5e       |
| 2                                | Jean-Pierre Genet (FRA) | 41e      |
| 3                                | Bernard Guyot (FRA)     | 27e      |
| 4                                | Jean Jourden (FRA)      | AB-12    |
| 5                                | Anatole Novak (FRA)     | 50e      |
| 6                                | Raymond Poulidor (FRA)  | AB-17    |
| 7                                | Christian Raymond (FRA) | 45e      |
| 8                                | Raymond Riotte (FRA)    | AB-18    |
| 9                                | José Samyn (FRA)        | HD-8     |
| 10                               | Jean Stablinski (FRA)   | HD-15    |
| Directeur sportif : Marcel Bidot |                         |          |

| France B                                                 | France B                  | France B |
| -------------------------------------------------------- | ------------------------- | -------- |
| Num                                                      | Coureur                   | Pos      |
| 11                                                       | Lucien Aimar (FRA)        | 7e       |
| 12                                                       | Gilbert Bellone (FRA)     | 40e      |
| 13                                                       | Serge Bolley (FRA)        | 48e      |
| 14                                                       | Georges Chappe (FRA)      | 42e      |
| 15                                                       | Jean-Pierre Ducasse (FRA) | 31e      |
| 16                                                       | Fernand Etter (FRA)       | AB-12    |
| 17                                                       | Michel Grain (FRA)        | 37e      |
| 18                                                       | Charly Grosskost (FRA)    | 17e      |
| 19                                                       | Jean-Marie Leblanc (FRA)  | 58e      |
| 20                                                       | Paul Lemétayer (FRA)      | AB-12    |
| Directeurs sportifs : Maurice De Muer et Raymond Louviot |                           |          |

| France C                                          | France C               | France C |
| ------------------------------------------------- | ---------------------- | -------- |
| Num                                               | Coureur                | Pos      |
| 21                                                | André Bayssière (FRA)  | 22e      |
| 22                                                | Jean-Louis Bodin (FRA) | 59e      |
| 23                                                | Jacques Cadiou (FRA)   | AB-11    |
| 24                                                | André Desvages (FRA)   | AB-15    |
| 25                                                | Francis Ducreux (FRA)  | AB-4     |
| 26                                                | Jean Dumont (FRA)      | 21e      |
| 27                                                | Maurice Izier (FRA)    | 43e      |
| 28                                                | Désiré Letort (FRA)    | AB-12    |
| 29                                                | Henri Rabaute (FRA)    | AB-15    |
| 30                                                | Christian Robini (FRA) | AB-4     |
| Directeurs sportifs : Gaston Plaud et Louis Caput |                        |          |

| Allemagne                          | Allemagne                     | Allemagne |
| ---------------------------------- | ----------------------------- | --------- |
| Num                                | Coureur                       | Pos       |
| 31                                 | Siegfried Adler (RFA)         | HD-3b     |
| 32                                 | Winfried Boelke (RFA)         | AB-12     |
| 33                                 | Peter Glemser (RFA)           | AB-19     |
| 34                                 | Winfried Gottschalk (RFA)     | HD-3b     |
| 35                                 | Klemens Grossimlinghaus (RFA) | HD-3b     |
| 36                                 | Karl-Heinz Kunde (RFA)        | AB-20     |
| 37                                 | Dieter Puschel (RFA)          | 36e       |
| 38                                 | Ernst Streng (RFA)            | AB-11     |
| 39                                 | Herbert Wilde (RFA)           | 44e       |
| 40                                 | Rolf Wolfshohl (RFA)          | 6e        |
| Directeur sportif : Hans Preiskeit |                               |           |

| Belgique A                      | Belgique A                 | Belgique A |
| ------------------------------- | -------------------------- | ---------- |
| Num                             | Coureur                    | Pos        |
| 41                              | Frans Brands (BEL)         | 34e        |
| 42                              | Jos Huysmans (BEL)         | 32e        |
| 43                              | Willy In 't Ven (BEL)      | 57e        |
| 44                              | Marcel Maes (BEL)          | 49e        |
| 45                              | Georges Pintens (BEL)      | 12e        |
| 46                              | André Poppe (BEL)          | 14e        |
| 47                              | Edward Sels (BEL)          | AB-3b      |
| 48                              | Daniel Van Rijkeghem (BEL) | 46e        |
| 49                              | Herman Van Springel (BEL)  | 2e         |
| 50                              | Edouard Weckx (BEL)        | 53e        |
| Directeur sportif : Frans Cools |                            |            |

| Belgique B                        | Belgique B                 | Belgique B |
| --------------------------------- | -------------------------- | ---------- |
| Num                               | Coureur                    | Pos        |
| 51                                | Ferdinand Bracke (BEL)     | 3e         |
| 52                                | Wilfried David (BEL)       | AB-12      |
| 53                                | Eric De Vlaeminck (BEL)    | 51e        |
| 54                                | Walter Godefroot (BEL)     | 20e        |
| 55                                | Antoon Houbrechts (BEL)    | 16e        |
| 56                                | Eric Leman (BEL)           | 52e        |
| 57                                | Jean Monteyne (BEL)        | 47e        |
| 58                                | Victor Nuelant (BEL)       | 54e        |
| 59                                | Georges Vandenberghe (BEL) | 18e        |
| 60                                | Remy Van Vreckom (BEL)     | 60e        |
| Directeur sportif : Brick Schotte |                            |            |

| Espagne                                | Espagne                       | Espagne |
| -------------------------------------- | ----------------------------- | ------- |
| Num                                    | Coureur                       | Pos     |
| 61                                     | Carlos Echeverría (ESP)       | 29e     |
| 62                                     | Sebastian Elorza (ESP)        | 38e     |
| 63                                     | Andres Gandarias (ESP)        | 9e      |
| 64                                     | Antonio Gómez del Moral (ESP) | 11e     |
| 65                                     | Aurelio González (ESP)        | 13e     |
| 66                                     | Julio Jiménez (ESP)           | 30e     |
| 67                                     | José Manuel Lasa (ESP)        | AB-7    |
| 68                                     | Vicente López Carril (ESP)    | 23e     |
| 69                                     | José Pérez Francés (ESP)      | AB-12   |
| 70                                     | Gregorio San Miguel (ESP)     | 4e      |
| Directeur sportif : Dalmacio Langarica |                               |         |

| Grande-Bretagne                 | Grande-Bretagne       | Grande-Bretagne |
| ------------------------------- | --------------------- | --------------- |
| Num                             | Coureur               | Pos             |
| 71                              | Robert Addy (GBR)     | AB-11           |
| 72                              | John Clarey (GBR)     | 63e             |
| 73                              | Vin Denson (GBR)      | 62e             |
| 74                              | Derek Green (GBR)     | AB-6            |
| 75                              | Derek Harrison (GBR)  | AB-5a           |
| 76                              | Barry Hoban (GBR)     | 33e             |
| 77                              | Colin Lewis (GBR)     | HD-3b           |
| 78                              | Arthur Metcalfe (GBR) | AB-17           |
| 79                              | Hugh Porter (GBR)     | AB-2            |
| 80                              | Michael Wright (GBR)  | 28e             |
| Directeur sportif : Alec Taylor |                       |                 |

| Italie                                                    | Italie                   | Italie |
| --------------------------------------------------------- | ------------------------ | ------ |
| Num                                                       | Coureur                  | Pos    |
| 81                                                        | Severino Andreoli (ITA)  | AB-12  |
| 82                                                        | Franco Bitossi (ITA)     | 8e     |
| 83                                                        | Carlo Chiappano (ITA)    | 25e    |
| 84                                                        | Ugo Colombo (ITA)        | 10e    |
| 85                                                        | Mino Denti (ITA)         | 61e    |
| 86                                                        | Pietro Guerra (ITA)      | AB-3b  |
| 87                                                        | Adriano Passuello (ITA)  | 24e    |
| 88                                                        | Silvano Schiavon (ITA)   | 15e    |
| 89                                                        | Flaviano Vicentini (ITA) | 19e    |
| 90                                                        | Italo Zilioli (ITA)      | AB-12  |
| Directeurs sportifs : Mario Ricci et Waldemaro Bartolozzi |                          |        |

| Pays-Bas                                | Pays-Bas                  | Pays-Bas |
| --------------------------------------- | ------------------------- | -------- |
| Num                                     | Coureur                   | Pos      |
| 91                                      | Eddy Beugels (NED)        | 55e      |
| 92                                      | Arie den Hartog (NED)     | 26e      |
| 93                                      | Evert Dolman (NED)        | 56e      |
| 94                                      | Jan Janssen (NED)         | 1er      |
| 95                                      | Henk Nijdam (NED)         | AB-12    |
| 96                                      | Harm Ottenbros (NED)      | AB-12    |
| 97                                      | Wim Schepers (NED)        | AB-12    |
| 98                                      | Jos van der Vleuten (NED) | AB-1b    |
| 99                                      | Gerard Vianen (NED)       | HD-11    |
| 100                                     | Hubertus Zilverberg (NED) | HD-4     |
| Directeur sportif : Albertus Geldermans |                           |          |

| Suisse / Luxembourg                            | Suisse / Luxembourg    | Suisse / Luxembourg |
| ---------------------------------------------- | ---------------------- | ------------------- |
| Num                                            | Coureur                | Pos                 |
| 101                                            | Francis Blanc (SUI)    | HD-5a               |
| 102                                            | Karl Brand (SUI)       | 35e                 |
| 103                                            | Robert Hagmann (SUI)   | AB-2                |
| 104                                            | Albert Herger (SUI)    | AB-3b               |
| 105                                            | Joseph Johanns (LUX)   | HD-2                |
| 106                                            | Paul Köchli (SUI)      | A-5a                |
| 107                                            | Johny Schleck (LUX)    | AB-12               |
| 108                                            | Edy Schütz (LUX)       | AB-12               |
| 109                                            | Roland Smaniotto (LUX) | AB-12               |
| 110                                            | Willy Spuhler (SUI)    | 39e                 |
| Directeurs sportifs : E. Greishaber et M. Zens |                        |                     |